# Josef Kutík
Josef Kutík (5. dubna 1923, Rasošky u Náchoda – 5. listopadu 1987, Praha) byl český spisovatel, autor knih pro mládež.

## Život
Josef Kutík vystudoval Obchodní akademii v Hradci Králové. Aby se za nacistické okupace vyhnul totálnímu nasazení, přihlásil se do práce na železnici a pracoval zde jako dělník, posunovač, topič, tunelář, montér, vrtmistr, později jako telegrafista, průvodčí a výpravčí.
Po osvobození pracoval nejprve jako odbytář, poté se zúčastnil budování tunelu v Malé Chuchli a pak pracoval sedm let jako horník (čtyři roky v Západočeském rudném průzkumu a tři v Jáchymovských dolech). Byl také vedoucím knihkupectví a vedoucím reklamní agentury Mladé fronty.
Publikovat začal roku 1960. V časopisech publikoval povídky, básně a bajky, psal kriminální romány a dobrodružné příběhy pro mládež.

## Dílo

### Série Bílá vydra
- Bílá vydra (1977), dobrodružný román pro mládež z prostředí severní Kanady, příběh čtrnáctiletého českého chlapce Toníka Žižky, který se v době hospodářské krize vydává s otcem za prací do Ameriky. V severské divočině dospěje v muže, stane se přítelem Indiánů a dostane od nich jméno Bílá vydra.
- Návrat Bílé vydry (1981), další dobrodružství Toníka Žižky (anglicky zkomoleně Tony Siskou), který se vrací na sever, aby získal lovem peníze pro léčbu svého otce.
- Bílá vydra na stopě (1982), Tony Siskou se stane členem Kanadské jízdní policie a podílí se na odhalení bandy zločinců.
- Bílá vydra v záloze (1983), Tony Siskou se jako člen Kanadské jízdní policie podílí na odhalení pašeráků alkoholu.
- Bílá vydra na vlčí stezce (1985), Tony Siskou musí čelit pomstě zločince, kterého předal spravedlnosti.
- Bílá vydra u Bobří hráze (1988), Tony Siskou hledá zlatý poklad.
- Bílá vydra na hranici lesů (1989), Tony Siskou stopuje nebezpečné zločince.

### Ostatní próza
- Smrt má plavé vlasy (1966), špionážní román.
- Balada z černýho asfaltu (1973), kriminální román o partě maldých lidí na hranici zločinu.
- Cena za pravdu (1979), psychologický román z českého pohraničí za druhé světové války.
- Bajka o vojákovi a mudrci (1985), sci-fi povídka vydaná v antologii Návrat na planetu Zemi.
- Černobílá parta (1986), tři novely o chlapeckém přátelství, láskách i zármutcích.